# グリーン・ハックワース
グリーン・ヘイウッド・ハックワース（Green Haywood Hackworth、1883年1月23日 - 1973年6月24日）は、アメリカ合衆国の法学者である。国際司法裁判所(ICJ)の初のアメリカ出身裁判官、ICJ所長、国務省法律顧問、コーデル・ハル国務長官の顧問を務めた。第二次世界大戦後の世界秩序の計画の策定に尽力し、1944年のダンバートン・オークス会議の米国代表団における主要メンバーだった。戦後外交政策諮問委員会委員（1942年）、戦後計画委員会委員（1944年）、国際司法裁判所の最初の規約を起草した法学者委員会の委員長（1945年）を務めた。また、国連憲章の国際司法裁判所に関する条文が確定したサンフランシスコ会議に、第四委員会の米国代表団を代表して参加している。

## 若年期と教育
グリーン・ヘイウッド・ハックワースはケンタッキー州プレストンズバーグで、ジョナサン・T・ハックワース (Jonathan T. Hackworth) とリディア・ヘイウッド (Lydia Haywood) の長男として誕生した。少年時代をビッグ・サンディ川流域で過ごした。ヴァルパライソ大学で文学士(BA)、ケンタッキー大学で法務博士(JD)、ジョージ・ワシントン大学で法学士(LLB)を取得した。

## 初期のキャリア
大学卒業後、コロンビア特別区で弁護士となり、合衆国最高裁判所で勤務した。
1916年、国務省に法務書紀として入省し、1918年には法務官補となった。ハックワースは民主党員であったが、1925年には共和党のチャールズ・エヴァンズ・ヒューズ国務長官の推薦を受けて大統領の指名を受け、上院で承認されて国務省書記官に就任した。

## 国務省法律顧問
1931年7月、国務省法律顧問に任ぜられ、1946年3月までの15年間法律顧問を務めた。この在任期間は国務省において最長である。この間の国務長官は、チャールズ・エバンス・ヒューズ、フランク・ケロッグ、ヘンリー・スティムソン、コーデル・ハル、エドワード・ステティニアスの5人である。
ハックワースは、条約条項の分野における熟練した法律草稿家として知られており、アメリカの中立時代から第二次世界大戦参戦まで、外交関係に関わる問題に力を発揮した。大統領、国務長官、連邦議会議員、国務省内の他の部署に助言を提供した。境界水域条約に基づいてアメリカ・カナダ間で設置された国際共同委員会において、アメリカ政府の代表として活動した。1930年、国際連盟の後援でハーグで開催された第1回国際連盟国際法典編纂会議にアメリカ米国代表として参加した。また、リマで開催された第8回パン＝アメリカ会議（1939年）、第8回米州科学会議（1940年）、米州海洋会議（1941年）に参加した。ヨーロッパでの戦争が勃発した後、ハバナで開催された第2回米州外相会議（1941年）ではハル国務長官の顧問を務めた。

## 第二次世界大戦
12月7日（日曜日）、コーデル・ハル国務長官は野村吉三郎、来栖三郎両大使との会談に先立ち、国務省でハックワースと会談していたが、午後1時30分にフランクリン・ルーズベルト大統領からハルあてに、日本の真珠湾攻撃を知らせる電話があった。ハルは、ハックワースや極東の専門家であるジョセフ・ウィリアム・バランタインに、待たせている日本の外交官に会うべきかどうかを相談した。日本の外交官と会談し、それを見送った後、ハルはルーズベルト大統領と会談した後にハックワースと再び会談し、日米間の宣戦布告の起草について話し合った。戦争の進行とともに、ハックワースはハル国務長官、ルーズベルト大統領、サミュエル・ローゼンマン判事や、政府内の多くの機関に助言を与えた。ハックワースの役割は、戦時国際法、中立法、交戦法の過去の法整備や、これらの法律がアメリカや他国に与える影響について検討することだった。1943年にはモスクワ会議でハル国務長官の顧問を務め、1945年にはメキシコシティで開催された戦争と平和の問題に関する米州会議（チャプルテペク会議）でエドワード・ステティニアス国務長官の顧問を務めた。

### 戦後の計画
1942年2月、ハル国務長官は戦後外交政策諮問委員会を組織し、国際組織に関する特別小委員会を設置した。この小委員会にハックワースも参加した。この小委員会では、戦後組織に関する国務省の漠然とした見解を明確にするための草案が作成された。1943年に40回を超える会議が開催され、将来の世界組織の計画に関わる重要な問題について、集中的に研究を行った。1943年3月、ハルは、ハックワース、ステティニアスら自身の側近で構成された「政治的アジェンダグループ」を結成した。サムナー・ウェルズ国務次官が構想していた地域的な戦後体制とは対照的に、この組織は世界的な組織を支持していた。1943年12月、このグループは、詳細な戦後計画を作成し、ルーズベルト大統領に提出した。これが、国際連合の創設の枠組みとなった。ルーズベルト大統領が計画の概要を承認した後、ハルは政策委員会と戦後計画委員会を設立した。これらの委員会は、ハックワースをはじめとする先に設立された非公式アジェンダ・グループの側近アドバイザーで構成され、国際連合のビジョンを実行に移すことになった。

### ダンバートン・オークス会議
ダンバートン・オークス会議に先立ち、国務省は準備のために計画グループを立ち上げた。このグループは3つのセクションに分かれており、各セクションはダンバートン・オークス会議で扱われることになっていたそれぞれ別のトピックを担当していた。ハックワースは、国際紛争の平和的解決と世界裁判所の開発のための取り決めを研究する第2グループのリーダーとなった。
ダンバートン・オークス会議では、ハックワースは、世界法廷の問題に対処するために設立された特別法律小委員会の議長を務めた。この小委員会は、会議の前にハックワースのセクションが作成したアメリカの法令草案を基にしていた。
小委員会はまず、現在の法廷（常設国際司法裁判所）を継続すべきか新しい法廷を設置すべきか、また新しい法廷と新しい国際組織との関係はどうあるべきか、などの技術的に複雑な問題に取り組んだ。ハックワースは、既存の法廷規定を可能な限り残すべきだというアメリカの見解を支持した。しかし、ソビエト連邦は一部の中立国が世界法廷に加盟し続けることに強く反対し、新しい法廷の設立を支持した。この紛争や世界法廷をめぐるその他の紛争はサンフランシスコ会議で解決され、ハックワースはアメリカを代表して国際司法裁判所の規約を最終的に決定することを任務とする第4委員会に参加した。

## 国際司法裁判所
ハックワースは、3人の元国務長官の推薦により、国際司法裁判所(ICJ)の最初の裁判官に就任した。最初の任期は6年間で、その後1951年に9年の任期で再選された。1955年には、イギリスのアーノルド・マクネアの後任として、3年の任期でICJ所長に就任した。
ICJ裁判官在任中、17件の争訟事件の判決を下し、11件の諮問意見を求められた。法案作成者としての経験があったため、法廷メンバーの意見をまとめる作業をよく任された。
「国連の業務での負傷者の賠償事件」では、ハックワースは黙示的権能の理論の解釈について多数意見と一致しなかった。ハックワースの反対意見は、「明示されていない権能は、自由に暗示することはできない。黙示的権能は、明示的な権能の付与から生じるものであり、明示的に付与された権限の行使に「必要」なものに限定される」というものだった。ハックワースは、暗示されるべき権限を明示的な規定ではなく、関係する組織の機能や目的に関連付けることで、黙示的権能の理論を過度に広く適用していると感じ、多数意見に反対した。

## 死去
1973年6月24日、ワシントンD.C.のシブリー記念病院において、心臓発作で死去した。

## 著作
- "Digest of International Law" 1940-1944 (eight volumes)